# Margaretha Zetterberg
Margaretha (Greta) Zetterberg, född 1733, död 1803, var en finländsk vävare och textilhantverkare. Hon betraktas som en pionjär inom linberedningen i Finland. Hon var den första kvinna i Finland som fick en betald studieresa med myndigheternas medel: hon skickades till Stockholm för att studera textilindustrin, och tog sedan med sig kunskapen om den senaste formen av linberedningen till sin hemstad Borgå, där hon var verksam.   